# Celulă Natural Killer
Celulele Natural Killer (sau celule NK), sunt un tip de limfocite citotoxice care aparțin sistemului imun înnăscut. Rolul celulelor NK este similar cu cel al celulelor T citotoxice. Celulele NK acționează rapid impotriva celulelor infectate viral și a celor tumorale, acționand la aproximativ 3 zile de la infectare. Celulele NK, spre deosebire de celelalte celule ale sistemului imun care necesită recunoașterea MHC, au capacitatea de a recunoaște celule anormale mult mai rapid, în absența anticorpilor și a MHC. Acestea au fost numite natural killers fiindca nu au nevoie de o activare prealabilă pentru a elimina celulele care și-au pierdut calitatea de self. 
Celulele NK constituie al treilea tip de celule diferențiate din limfoblasti, alături de limfocitele B și T. Celulele NK se diferențiază și se maturează în măduva osoasă, ganglioni limfatici, splină, amigdale și timusul, după care intră în circulație. Celulele NK sunt diferite de celulele T natural Killer (TNK) din punct de vedere al fenotipului, al originii și al funcțiilor efectoare; de multe ori celulele TNK stimulează activitatea celulelor NK prin secreția de IFNγ. Spre deosebire de celulele TNK, celulele NK nu exprimă receptori de suprafață (TCR) sau marker CD3 (tipic pentru LT) sau imunoglobuline de suprafață, receptori ai limfocitelor B, dar celulele NK exprimă pe suprafață markerii CD16 (FcγRIII) și CD56. Până la 80% din celulele NK exprimă CD8.
În plus față de faptul ca celulele NK sunt efectori ai imunității înnăscute, studii recente au relevat existența unor receptori de suprafață ai celulelor NK cu funcție de inhibare sau stimulare a activității lor, care joacă un rol important in toleranța la self și susținerea activității celulare. Celulelor NK ar putea juca un rol si in raspunsul imun adaptativ, numeroase experimente demonstrand capacitatea lor de a se adapta ușor la mediu și in dezvoltarea unei memorii imunologice.
Celulele NK elimină celulele infectate si tumorale prin formare de pori in membrana acestora prin intermediul perforinelor. Celulele NK pot de asemenea, prin intermediul granzimelor, sa declanseze apoptoza celulei gazda prin degradarea ADN-ului nuclear. 

## Functii
- Rol in ADCC (antibody-dependent cell cytotoxicity);
- Elimină celulele infectate viral, precum și celulele maligne;
- Rol în hematopoieză (distrugerea celulelor anormale);
- Reglarea răspunsului imun.